# Roy Eldridge
Roy Eldridge (30. januar 1911 – 26. februar 1989) var en amerikansk trompetist.
"Little Jazz" som han blev kaldt, spillede i lokale bands før han i 1930 kom til New York hos Teddy Hill og Fletcher Henderson.
I 1936 dannede han sit eget orkester i Chicago og fra 1938 i New York.
Han havde en klassisk messingklang med åbent horn og en dirrende intensitet i spillet med dæmper. Han rummede en voldsom ilterhed i sit spil, og en teknisk overlegenhed og udnyttelse af instrumentets register, der på daværende tidspunkt var uden sidestykke hvilket gav ham stjernestatus.